# جورج كولر
جورج كولر هو عازف جاز كندي، ولد في 9 ديسمبر 1958 في إدمونتون في كندا.

## وصلات خارجية
- جورج كولر على موقع ميوزك برينز (الإنجليزية)
- جورج كولر على موقع أول ميوزيك (الإنجليزية)
- جورج كولر على موقع ديسكوغز (الإنجليزية)